# 12077 Frankthorne
12077 Frankthorne è un asteroide della fascia principale. Scoperto nel 1998, presenta un'orbita caratterizzata da un semiasse maggiore pari a 2,6204949 au e da un'eccentricità di 0,1414543, inclinata di 14,54557° rispetto all'eclittica.